# Georg Friedrich von Falcke
Georg Friedrich Freiherr von Falcke (* 7. August 1783 in Hannover; † 20. September 1850, ebenda) war ein deutscher Jurist und Minister.

## Leben
Georg Friedrich Falcke war der Sohn von Ernst Friedrich Hector Falcke und Louise Clara Strube.
Er studierte in Göttingen bis 1804 Rechtswissenschaft und trat dann als Auditor bei der Justizkanzlei in Hannover in den praktischen Dienst. Er erlangte die Beachtung von Ernst Brandes und Rehberg.
Während der sogenannten „Franzosenzeit“ und nach seiner Ernennung zum Hofrat im Jahr 1809 brachte ihn die westfälische Zwischenherrschaft zunächst an den Gerichtshof von Nienburg.
Ab 1811 wirkte er als Substitut des Generalprocurators bei dem französischen Appellationshof zu Hamburg, an dem auch sein Vetter Wilhelm Rumann angestellt war. 1813 übernahmen beide auf Veranlassung des Buchhändlers Friedrich Christoph Perthes eine gefahrvolle Mission Friedrich Karl von Tettenborns nach Hannover.
Ab November 1813 wirkte Falcke wieder in hannövrischen Diensten.
Nach der Erhebung des vormaligen Braunschweig-Lüneburgs (Kurhannover) zum Königreich Hannover erhielt Falcke 1818 den Auftrag, die entstandenen „Mißhelligkeiten“ zwischen den Studenten und Bürgern Göttingens zu untersuchen, die zum Auszug nach Witzenhausen führten.
1820 ging Falcke als hannoverscher Abgeordneter an die Zentral-Untersuchungskommission in Mainz, bevor er ab 1821 zunächst als Oberappellationsrat in Celle arbeitete. 1825 übernahm er die Aufgaben des Kanzleidirektors in Stade. 1828 wurde er zum Geheimen Kabinettsrat ernannt und wirkte als Vortragender Rat im Außenministerium. Er war beteiligt am Zustandekommen des 1833 in Kraft getretenen Staatsgrundgesetzes für das Königreich Hannover. In der Folge wurde er in den Freiherrenstand erhoben.
Nach dem Tod des Kabinettministers Georg von Schele 1844 leitete Falcke das Kabinett. Im Kontext der März-Revolution 1848 wurde er jedoch aus dem Amt entlassen. Der Volkswitz sprach in diesem Zusammenhang von der Vergangenheit, in der die freiheitlichen Regungen in der Bevölkerung erst mit „Schelen“, dann mit „Falkenaugen“ verfolgt worden seien.